# ベスト3夢の顔合せ
『ベスト3夢の顔合せ』（ベストスリーゆめのかおあわせ）は、1975年10月4日から1976年9月25日まで日本テレビ系列局で放送されていた日本テレビ製作のバラエティ番組である。松下電器産業（現・パナソニック）の一社提供。全39回。放送時間は毎週土曜 19:30 - 20:00 （日本標準時）、プロ野球ナイター中継が予定されている日には放送を休止。

## 概要
各回のテーマに合わせて登場する3人の芸能人たちが披露する歌やコントを審査し、その中からベスト1を決めていた公開番組である。テーマと出演者は、視聴者からのリクエストに合わせることもあった。
プロ野球中継で休止することが多く、特に夏場には1か月間にわたって放送されないことがあった。そのため、1年間にわたって放送されていたのにもかかわらず、放送回数は3クール分しかなかった。

## 司会
- アン・ルイス（全回）
- ずうとるび（1975年10月 - 1976年3月）
- 郷ひろみ（1976年4月 - 1976年9月） - 次番組『オールスター親子で勝負!』でも引き続き司会を担当（1977年3月まで）。

## サブタイトル
| 回 | 放送日         | サブタイトル                         | 備考                           |
| -- | -------------- | ------------------------------------ | ------------------------------ |
| 1  | 1975年 10月4日 | セーラー服が良く似合う               |                                |
| 2  | 10月11日       | アコ・百恵・悦子の気は優しくて力もち |                                |
| 3  | 10月18日       | 逮捕するわョ！婦人警官               |                                |
| 4  | 10月25日       | ものまねスーパースター               |                                |
| 5  | 11月1日        | 旅姿喧嘩三人娘                       |                                |
| 6  | 11月8日        | キザッペ日本一！                     |                                |
| 7  | 11月15日       | 楽器の天才それ！                     |                                |
| 8  | 11月22日       | 秀樹の恋人誰なのさ？                 |                                |
| 9  | 11月29日       | 百恵を狙う男達!!                     |                                |
| 10 | 12月6日        | ジャジャ馬日本一!!                   |                                |
| 11 | 12月13日       | 女のド根性日本一！                   |                                |
| 12 | 12月20日       | ブギウギ娘No.1                       |                                |
| 13 | 12月27日       | グループ大激戦！                     |                                |
| 14 | 1976年 1月10日 | 五木・八代・北島の演歌実力日本一!!   |                                |
| 15 | 1月17日        | 誰？日本調No.1？                     |                                |
| 16 | 1月24日        | 特別公開放送！新御三家武道館で対決   | 後述                           |
| 17 | 1月31日        | 特別公開放送！新御三家武道館で対決   | 後述                           |
| 18 | 2月7日         | 特別公開放送！新御三家武道館で対決   | 後述                           |
| 19 | 2月14日        | 高二トリオ最後の対決                 |                                |
| 20 | 2月21日        | 世紀のエンタテイナー!!               |                                |
| 21 | 2月28日        | ゆかり・アッコ・圭子・激突！女の意地 |                                |
| 22 | 3月6日         | 実録ヤングNo.1！                     |                                |
| 23 | 3月13日        | フィンガー5本格派に初挑戦！          | 5人で対決                      |
| 24 | 3月20日        | 異色のグループ、おかしな奇妙な対決!! |                                |
| 25 | 3月27日        | 愉快なカップル                       | ずうとるび最後の回             |
| 26 | 4月3日         | 心配だなァひろみ！まかせてよ堺さん   | 郷ひろみ初回                   |
| 27 | 4月24日        | あのねのね、ひろみに挑戦             |                                |
| 28 | 5月1日         | ひろみとはるみで春一番！             |                                |
| 29 | 5月8日         | アグネス日本調に挑戦！               |                                |
| 30 | 5月22日        | ひろみとあゆみでハッピーデュエット   |                                |
| 31 | 6月12日        | 天才中学生ベスト3と対決!!            | 暗算の天才が出演               |
| 32 | 7月3日         | ひろみの若大将で幸せだナァ           |                                |
| 33 | 7月10日        | 不明                                 | プロ野球雨天中止時に備えて編成 |
| 34 | 7月17日        | 御三家VS新御三家                     |                                |
| 35 | 7月24日        | 初登場！ヨーヨー世界一!!             |                                |
| 36 | 8月28日        | 三味線三橋VSギター五郎               |                                |
| 37 | 9月11日        | 三奈と五郎でGS復活！                 |                                |
| 38 | 9月18日        | 新御三家 熱唱絶唱                    |                                |
| 39 | 9月25日        | 不明                                 | 事実上の最終回                 |
| 40 | 10月2日        | 不明                                 | 未放送（後述）                 |

参考：『読売新聞縮刷版』読売新聞社、1975年10月4日 - 1976年10月2日付のラジオ・テレビ欄。

## 放送局
特記の無い限り全て放送時間は土曜 19:30 - 20:00、同時ネット。
- 日本テレビ（制作局）
- 札幌テレビ[1]
- 青森放送[2]
- テレビ岩手[3]
- 秋田放送[2]
- 山形放送[4]
- 宮城テレビ[5]
- 福島中央テレビ[5]
- 新潟放送：日曜 16:05 - 16:35[6]
- 信越放送：日曜 18:00 - 18:30[7]
- 山梨放送[8]
- 静岡放送：日曜 16:00 - 16:30[8]
- 北日本放送[9]
- 北陸放送：日曜 17:00 - 17:30[9]
- 福井放送[9]
- 中京テレビ[10]

- よみうりテレビ[11]
- 日本海テレビ[12]
- 西日本放送[13]
- 広島テレビ[13]
- 山口放送[14]
- 四国放送[15]
- 南海放送[14]
- 高知放送[14]
- 福岡放送[16]
- 長崎放送：金曜 19:00 - 19:30[17]
- 熊本放送：日曜 17:00 - 17:30[17]
- テレビ大分[18]
- 宮崎放送：日曜 17:00 - 17:30[19]
- 南日本放送：日曜 17:00 - 17:30[19]
- 琉球放送：日曜 16:00 - 16:30[20]

## 備考

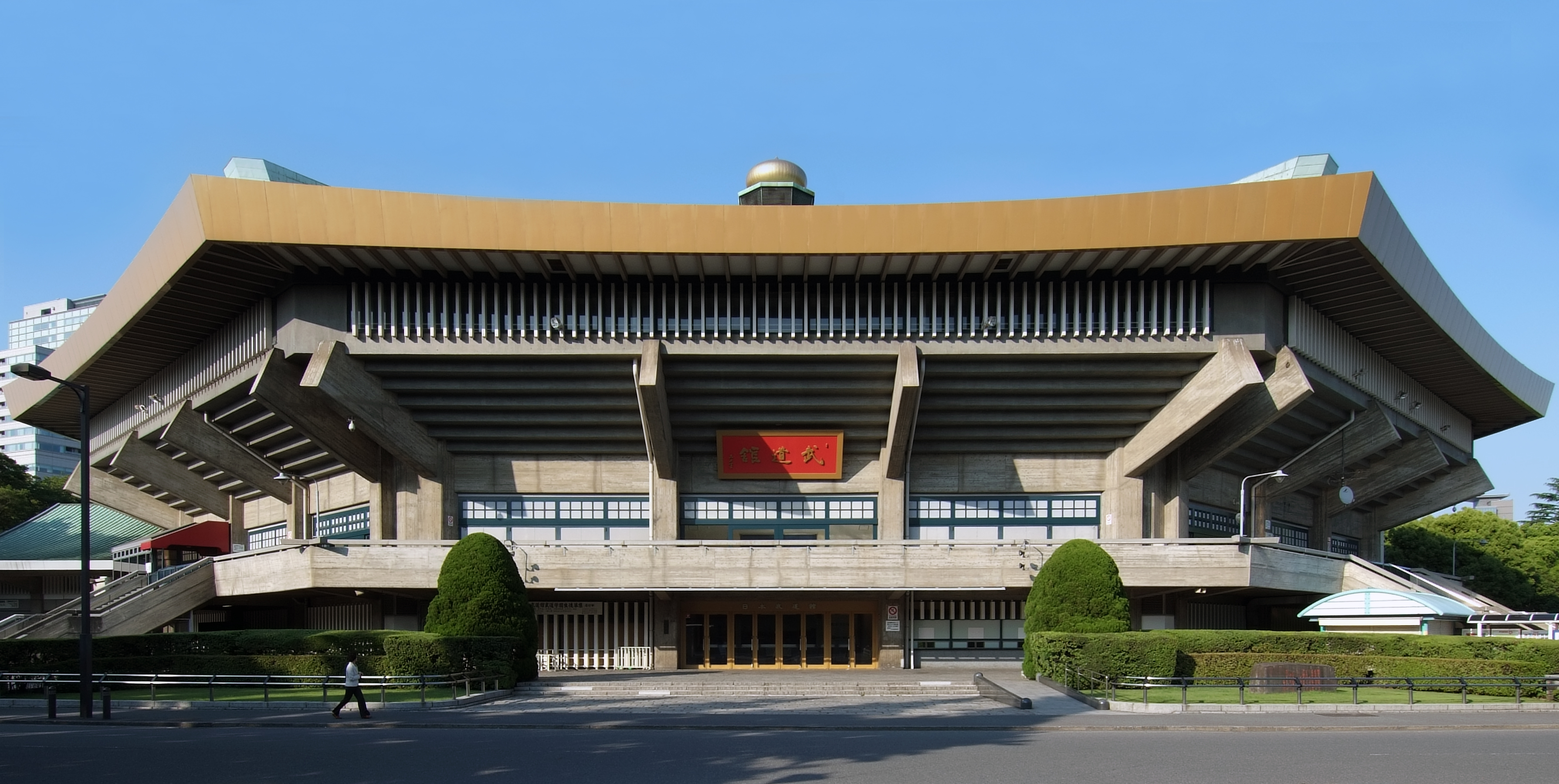
1976年1月24日から3回に渡って放送された「新御三家の日本武道館対決」の収録が行われた日本武道館

- 初回のメインゲストは桜田淳子・山口百恵・森昌子の花の高2トリオが出演。ゲストは和田アキ子だった。
- 同日には、フジテレビでも同じく松下電器一社提供の『ズバリ!当てましょう』（第2期）が土曜19:00枠でスタートしており、1975年10月4日付の朝日新聞のラジオ・テレビ欄には本番組と『ズバリ!当てましょう』合同の番組宣伝広告が掲載されていた。なお、この回の『ズバリ!当てましょう』の出題ゲストは前述の山口百恵であり、山口は1日に2つの松下電器一社提供番組に出演する形になった。
- 1976年1月24日から放送の「新御三家の日本武道館対決」の回に出演していた新御三家の3人は、自分たちの出演料で車椅子を購入し、愛の小鳩事業団（現・日本テレビ小鳩文化事業団）を通じて障害者支援施設に寄付した[21]。この「武道館からの放送」と「寄付」という2つの要素は、2年後の1978年に日本テレビが始めた特別番組『24時間テレビ 「愛は地球を救う」』に受け継がれた。
- 最終回は、1976年10月2日のナイター雨天中止時の雨傘番組として組まれていた。同日のナイターは予定通りに行われたため、本番組の最終回は放送されず、9月25日放送分が最後の放送となった。この最終回は、別の時間帯での代替放送が行われたのかは不明である。